# اسمبلر درون‌برنامه‌ای
در برنامه‌نویسی کامپیوتر، یک اسمبلر درون برنامه ای، یک ویژگی از برخی از کامپایلرهاست که اجازه می‌دهد کُدِ سطح پایینی که به زبان اسمبلی نوشته شده در میان یک برنامه قرار گیرد، درون کدی که بر خلاف آن، از یک زبان سطح بالا مانند C یا Ada کامپایل شده‌است.

## مزایا
جاسازی کد اسمبلی عموماً برای ۳ دلیل انجام می‌شود:
بهینه‌سازی: برنامه نویسان می‌توانند کد زبان اسمبلی را برای پیاده‌سازی بخش‌هایی از الگوریتم برنامه شان استفاده کنند که بیشترین حساسیت را در مورد کارایی دارند. بخش‌هایی که می‌توانند با این روش بهینه تر از وقتی باشند که توسط کامپایلر تولید می‌شوند.
دسترسی به دستورالعمل‌های خاص پردازنده: اکثر پردازنده‌ها دستورالعمل‌های ویژه ای مانند دستورالعمل مقایسه و تعویض و تست و تنظیم را ارائه می‌دهند که ممکن است برای ساختن سمافورها یا سایر هماهنگ سازی‌ها و پایه‌های قفل سازی استفاده شود. تقریباً هر پردازنده مدرنی این دستورالعمل‌ها یا مشابه‌های آن‌ها را دارد، زیرا آنها برای اجرای فرایند چند وظیفه ای ضروری هستند. نمونه‌هایی از دستورالعمل‌های تخصصی در SPARC VIS، Intel MMX و SSE و مجموعه دستورالعمل‌های Motorola Altivec وجود دارد.
فراخوانی‌های سیستمی: زبان‌های سطح بالا به ندرت دارای امکان مستقیم برای برقراری فراخوانی‌های سیستمی دلخواه هستند، در این صورت کد اسمبلی استفاده می‌شود.

## نحو در استانداردهای زبان
استانداردهای ++ ISO C و استانداردهای ISO C (پیوست J) یک نحو پشتیبانی شدهٔ مشروط را برای اسمبلر درون برنامه ای مشخص می‌کند: 
اعلان asm فرم زیر را دارد:
```
asm
-
definition
:

    
asm
 
(
 
عبارت
 
رشته
‌
ای
 
)
 
;

```

اعلان asm به صورت مشروط پشتیبانی می‌شود؛ معنای آن حین اجرا مشخص می‌شود.

## مثالی از یک فراخوان سیستمی
فراخوانی مستقیم سیستم عامل، عموماً تحت سیستمی که از حافظهٔ محافظت شده استفاده می‌کند، امکان‌پذیر نیست. سیستم عامل در سطح بالاتری (حالت هسته) از کاربر (حالت کاربر) اجرا می‌شود؛ یک وقفه (نرم‌افزاری) برای درخواست از سیستم عامل مورد استفاده قرار می‌گیرد. زبان‌های سطح بالا عموماً این ویژگی را ندارند، بنابراین با استفاده از اسمبلر درون برنامه ای، توابع بسته‌بندی برای فراخوانی‌های سیستمی نوشته می‌شود.
مثال زیر کد C یک بسته‌بندی تماس تلفنی را در syntax assembler AT &amp; T نشان می‌دهد، با استفاده از اسمبلر گنو. چنین فراخوانی‌هایی معمولاً با کمک ماکرو نوشته می‌شود؛ کد کامل برای وضوح گنجانده شده‌است.

فرمت پایه اسمبلی دورن برنامه ای بسیار ساده است: 
```
asm
 
(
<
assembly
 
code
>
);

```

 مثال: 
```
asm
 
(
"movl %ecx, %eax"
);
 
/* moves the contents of ecx to eax */

```

 یا 
```
__asm__
 
(
"movb %bh, (%eax)"
);
 
/* moves the byte from bh to the memory pointed by eax */

```

 هر دو asm و __asm__ معتبر هستند. __asm__ می‌تواند مورد استفاده قرار گیرد اگر کلمه کلیدی asm با چیز دیگری در برنامه در تعارض باشد. 
```
extern
 
int
 
errno
;

int
 
funcname
(
int
 
arg1
,
 
int
 
*
arg2
,
 
int
 
arg3
)

{

  
int
 
res
;

  
__asm__
 
volatile
 
(

    
"int $0x80"
        
/* make the request to the OS */

    
:
 
"=a"
 
(
res
),
      
/* return result in eax ("a") */

      
"+b"
 
(
arg1
),
     
/* pass arg1 in ebx ("b") */

      
"+c"
 
(
arg2
),
     
/* pass arg2 in ecx ("c") */

      
"+d"
 
(
arg3
)
      
/* pass arg3 in edx ("d") */

    
:
 
"a"
  
(
128
)
       
/* pass system call number in eax ("a") */

    
:
 
"memory"
,
 
"cc"
);
 
/* announce to the compiler that the memory and condition codes have been modified */

  
/* The operating system will return a negative value on error;

   * wrappers return -1 on error and set the errno global variable */

  
if
 
(
-125
 
<=
 
res
 
&&
 
res
 
<
 
0
)
 
{

    
errno
 
=
 
-
res
;

    
res
   
=
 
-1
;

  
}

  
return
 
res
;

}

```

## مثالی برای بهینه‌سازی و دستورالعمل‌های خاص پردازنده
این مثال از اسمبلی درون برنامه ای، از زبان برنامه‌نویسی D، کدی را نشان می‌دهد که تانژانت x با استفاده از دستورالعمل FPU x86 را محاسبه می‌کند؛ که این روش سریعتر است از استفاده از عملیات ممیز شناور که توسط کامپایلر تولید می‌شود، و همچنین به برنامه‌نویس اجازه می‌دهد تا از دستورالعمل fldpi استفاده کند، که نزدیکترین تقریب احتمالی عدد پی را در معماری x86 بارگذاری می‌کند. 
```
// Compute the tangent of x

real
 
tan
(
real
 
x
)

{

   
asm

   
{

       
fld
     
x
[
EBP
]
                  
;
 
// load x

       
fxam
                            
;
 
// test for oddball values

       
fstsw
   
AX
                      
;

       
sahf
                            
;

       
jc
      
trigerr
                 
;
 
// x is NAN, infinity, or empty

                                         
// 387's can handle denormals

SC18
:
  
fptan
                           
;

       
fstp
    
ST
(
0
)
                   
;
 
// dump X, which is always 1

       
fstsw
   
AX
                      
;

       
sahf
                            
;

       
jnp
     
Lret
                    
;
 
// C2 = 1 (x is out of range)

       
;
// Do argument reduction to bring x into range

       
fldpi
                           
;

       
fxch
                            
;

SC17
:
  
fprem1
                          
;

       
fstsw
   
AX
                      
;

       
sahf
                            
;

       
jp
      
SC17
                    
;

       
fstp
    
ST
(
1
)
                   
;
 
// remove pi from stack

       
jmp
     
SC18
                    
;

   
}

trigerr
:

   
return
 
real
.
nan
;

Lret
:

   
;

}

```